# Henry Medwall
Henry Medwall (n. 8 septembrie 1462 – d. cca. 1501/2?) a fost un dramaturg englez. Este considerat ca fiind primul dramaturg care a scris în limba engleză. Fulgens and Lucrece (cca.1497), a cărei eroină trebuie să aleagă între doi pețitori, este cea mai veche piesă de teatru cunoscută în limba engleză seculară. Cealaltă piesă de teatru a lui Medwall este denumită Nature. A stat la curtea cardinalului Morton, cancelar în timpul lui Henric al VII-lea.

## Lucrări
Fulgens and Lucrece se bazează pe o lucrare în limba latină a lui  Buonaccorso da Montemagno.
Cealaltă lucrare a lui Medwall este Nature. Aceasta nu are data apariției, dar a fost tipărită de William Rastell.